# Fragments
Fragments è un'opera teatrale del drammaturgo statunitense Edward Albee, debuttata a Cincinnati nel 1993.

## Trama
Alcune persone siedono insieme e leggono proverbi, alcuni dei quali dallo la stura a ricordi, riflessioni, opinioni, domande ed episodi che i personaggi pensano possano chiarire dei momenti della loro vita. La pièce non ha una trama tradizionale con un dilemma da risolvere, una trama in evoluzione con contrasti e risoluzioni, ma momenti che si accumulano e si sommano.

## Produzioni
La pièce debuttò all'Ensemble Theatre di Cincinnati, Ohio, con la regia dello stesso Albee, il 10 ottobre 1993. L'8 aprile 1994 Fragments debuttò al Signature Theatre di New York con la regia di James Houghton e un cast che comprendeva Angela Bettis e un giovane Edward Norton. Il dramma rimase in scena per 23 repliche, fino all'8 maggio 1994.